# Ікона св. Юрія Змієборця зі Станилі
Ікона Святого Юрія Змієборця , також Юрій зі Станилі — ікона XIV ст. з села Станилі, з дочірньої церкви парафії Стебника, 9 кілометрів від Дрогобича. Вважається найбільшою мистецькою цінністю Дрогобиччини.
На іконі зображено св. Юрія Змієборця. Унікальність цієї пам'ятки полягає в тому, що Юрій зображений не на білому, а на чорному коні, що є винятковим в українській іконографічній традиції.
Вважається, що цінна ікона Юрія Змієборця зі с. Станиля (9 км від Дрогобича), поч. XIV ст., походить з давньої дрогобицької церкви Юра, яку спалили татари, але з тієї спаленої церкви вдалося врятувати саме цю ікону.

## Опис
На липовій дошці. Дві набивні шпуги на тонких кованих цвяшках. Поволока левкас, яєчна темпера. Розмір: 92,5 см х 69 см. Перенесена з церкви Собору св. Йоакима й Анни з села Станилі до Львівського Музею Українського Мистецтва. Інвентар Но. 38378 / І-2575.
Від 30-х років у Львівському Музеї Українського Мистецтва.